# Nora landskommun, Västmanland
För andra landskommuner med detta namn, se Nora landskommun.
Nora landskommun var en tidigare kommun i Örebro län.

## Administrativ historik
Landskommunen bildades vid kommunreformen 1863 i Nora socken i Nora och Hjulsjö bergslag i Västmanland.
Ur landskommunen utbröts 1878 Vikers landskommun.
Vid kommunreformen 1952 uppgick den i Noraskogs landskommun, som upplöstes 1965  då detta område uppgick i Nora stad som 1971 ombildades till Nora kommun. 

## Politik

### Mandatfördelning i Nora landskommun 1938-1946
|  | 15 |  | 3 | 2 | 3 |

| 24 |

| 2 | 16 | 2 | 3 | 2 |

| 22 |

| 3 | 14 | 4 | 3 |  |

| 21 | 4 |